# Vincenzo Baldazzi
Vincenzo Baldazzi (Genzano di Roma, 25 ottobre 1898 – Roma, 23 maggio 1982) è stato un antifascista e politico italiano, uno dei comandanti degli Arditi del Popolo e della Resistenza romana.

## Biografia

### L'adesione al mazzinianesimo
Giovanissimo, aderì agli ideali mazziniani nella loro versione più progressista, avendo fra i suoi maestri Errico Malatesta. Nel 1914 partecipò ai moti di Ancona che portarono alla Settimana rossa: durante una manifestazione antimilitarista organizzata da repubblicani, socialisti e anarchici, i carabinieri aprirono il fuoco sulla folla uccidendo tre manifestanti.

### L'interventismo
Fu poi un interventista "di sinistra"; falsificando i dati sulla data di nascita riuscì a partire volontario. Arrivò al grado di comandante di una squadra lanciabombe, fu ferito sull'altopiano della Bainsizza dove gli Arditi dimostrarono il loro valore. Qui sembra essere nato il saluto "A noi!", che fu poi usato anche dagli Arditi del Popolo, dalle formazioni di difesa proletaria, dalle Squadre d'azione ed infine usato esclusivamente dal regime fascista, prima del meno egualitario e più confacente "al duce".

### L'adesione agli Arditi del popolo e a Italia Libera
Baldazzi e Alfredo Morea rappresentarono la frangia repubblicana nell'Associazione nazionale Arditi d'Italia, che ha a capo Mario Carli; questi, col suo articolo Arditi non gendarmi, spezzò il connubio che si era formato fra Arditi e fascismo. Nacquero quindi gli Arditi del Popolo; dopo l'impresa di Fiume che fu il brodo di cultura del combattentismo dannunziano di sinistra, uno degli scopi della organizzazione paramilitare con a capo Argo Secondari è proprio la difesa delle associazioni operaie e contadine dagli attacchi degli squadristi fascisti che, con l'acquiescienza del governo Bonomi, hanno già provocato numerosissime vittime fra gli oppositori di sinistra. In quel periodo "Cencio" è fornaciaio della Valle dell'Inferno e abita al Trionfale di Roma.
Dopo la sconfitta degli Arditi del Popolo, nel 1923, "Cencio" è uno dei promotori di Italia libera, l'organizzazione di ex-combattenti contrari al fascismo fondata da Randolfo Pacciardi. Mantiene i contatti col gruppo del giornale "Non Mollare" di Carlo Rosselli, Gaetano Salvemini e Ernesto Rossi.

### Il carcere e il confino
Dopo l'attentato a Mussolini da parte di Gino Lucetti, Baldazzi viene condannato a cinque anni di carcere (l'accusa fu di aver fornito la pistola a Lucetti, nelle cui intenzioni era forse finire il "duce" dopo aver fatto saltar l'auto blindata a colpi di bomba a mano) ed altri cinque li avrà per aver fornito aiuto finanziario alla moglie di Gino Lucetti. Viene inviato al confino.
Nel 1936 viene preventivamente incarcerato e separato dal gruppo di Giustizia e Libertà. Passerà gli anni dal 1937 al 1943 fra Ponza, Ventotene e le isole Tremiti (al confino).. Nel 1942, Baldazzi aderisce al Partito d'Azione.

### La resistenza
Dopo la fuga di Vittorio Emanuele III da Roma, gli appartenenti al Partito d'Azione, tra i quali Raffaele Persichetti e Pilo Albertelli, si riuniscono alle prime ore del 9 settembre 1943. Durante l'incontro giunge una telefonata dall'ospedale Cesare Battisti (oggi: ospedale Carlo Forlanini), che li informa dei combattimenti in corso al ponte della Magliana, visibili dalla terrazza dell'ospedale, tra i tedeschi e i militari italiani. I convitati decidono di agire, ma sono senz'armi.
In tarda mattinata, Baldazzi riesce, allora, ad impossessarsi di un autotreno carico d'armi e provvede a distribuirle nelle zone di San Giovanni, Testaccio e Trastevere, che furono già al tempo della "marcia su Roma" fra quei quartieri romani dove i fascisti non poterono "marciare". Incontra delle difficoltà al quartiere Trionfale, dove è fermato dalla polizia, ma una possibile tragedia è scongiurata dal tempestivo intervento, in senso conciliatore, di Sabato Martelli Castaldi e di Emilio Lussu.
Il giorno dopo, 10 settembre, Baldazzi si schiera sin dall'alba, con tutta la sua formazione di volontari, nei pressi della piramide Cestia, sul lato destro di porta San Paolo, fra piazza Vittorio Bottego e il mattatoio. Qui, all'altezza di via delle Conce, due partigiani della formazione, con armi anticarro, distruggono due carri armati tedeschi.
Nel corso del 1943, Baldazzi assume il comando delle brigate partigiane Giustizia e Libertà braccio militare del Partito d'Azione con altri partigiani i cui nomi ormai appartengono alla storia (Pilo Albertelli, Riccardo Bauer, Vittorio Buttaroni, Federico Comandini, Aldo Eluisi, Leone Ginzburg, Francesco Fancello, La Malfa, Lussu, Rossi Doria), colpisce con durezza i nazifascisti in azioni di alto livello militare, nelle sue zone operative di massimo intervento (Castelli Romani, quartieri Trionfale e Testaccio).

### Dopoguerra
Dopo la Resistenza e la diaspora conseguente del Partito d'Azione (analoga a quella che subì il più folto gruppo della resistenza romana Bandiera rossa non legato al CLN) fonda il circolo "Giustizia e Libertà" a Roma e si iscrive al PSI, mantenendo rapporti di amicizia anche con Sandro Pertini, suo vecchio compagno di lotta e di confino.
Il 22 luglio 1945 Vincenzo Baldazzi depose in ricordo del rivoluzionario anarchico Errico Malatesta una lapide in Piazzale degli Eroi, angolo Via Andrea Doria a Roma.